# 中华路 (上海)

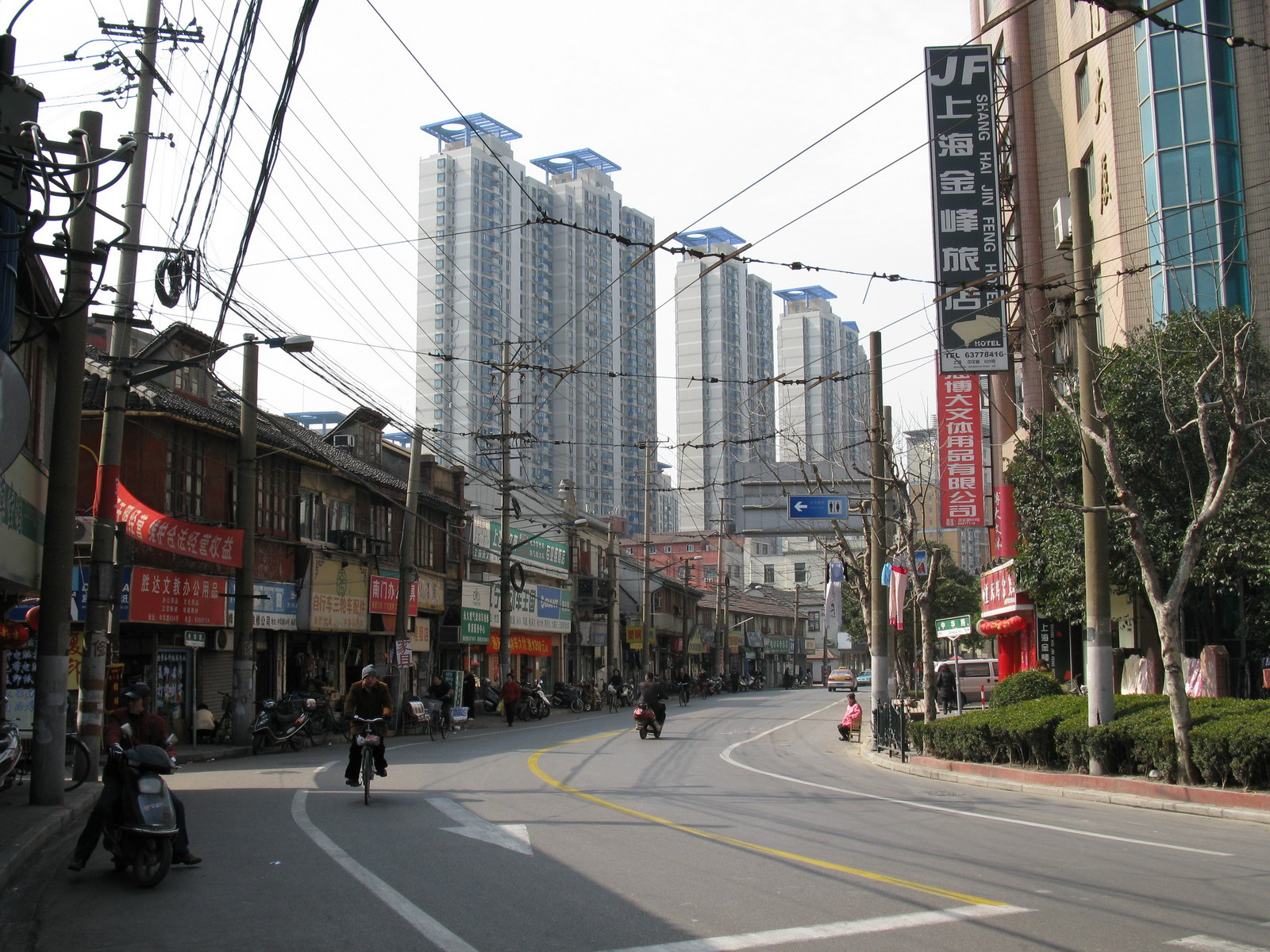
小南门中华路董家渡路口

中华路是上海市黄浦区的一条道路，呈半圆形，系民国初年拆城填濠所筑道路，是上海老城厢边界的南半段。
1912年（民国元年）7月31日，上海县城开始拆城填壕筑路，次年完成从小东门经老北门到老西门的北半段，由于介于华界与法租界之间，并庆祝中华民国成立，命名为法华民国路（今人民路）。次年，又完成从小东门经大东门、小南门、大南门、小西门到老西门的南半段，命名为中华路。